# Coupesarte
Coupesarte era una comuna francesa situada en el departamento de Calvados, de la región de Normandía, que el 1 de enero de 2017 pasó a ser una comuna delegada de la comuna nueva de Mézidon-Vallée-d'Auge al fusionarse con las comunas de Crèvecœur-en-Auge, Croissanville, Grandchamp-le-Château, Lécaude, Le Mesnil-Mauger, Les Authieux-Papion, Magny-la-Campagne, Magny-le-Freule, Mézidon-Canon, Monteille, Percy-en-Auge, Saint-Julien-le-Faucon y Vieux-Fumé.

## Demografía
| Gráfica de evolución demográfica de Coupesarte entre 1800 y 2014 |
|                                                                  |

Los datos demográficos contemplados en este gráfico de la comuna de Coupesarte se han cogido de 1800 a 1999 de la página francesa EHESS/Cassini, y los demás datos de la página del INSEE.